# 安土駅

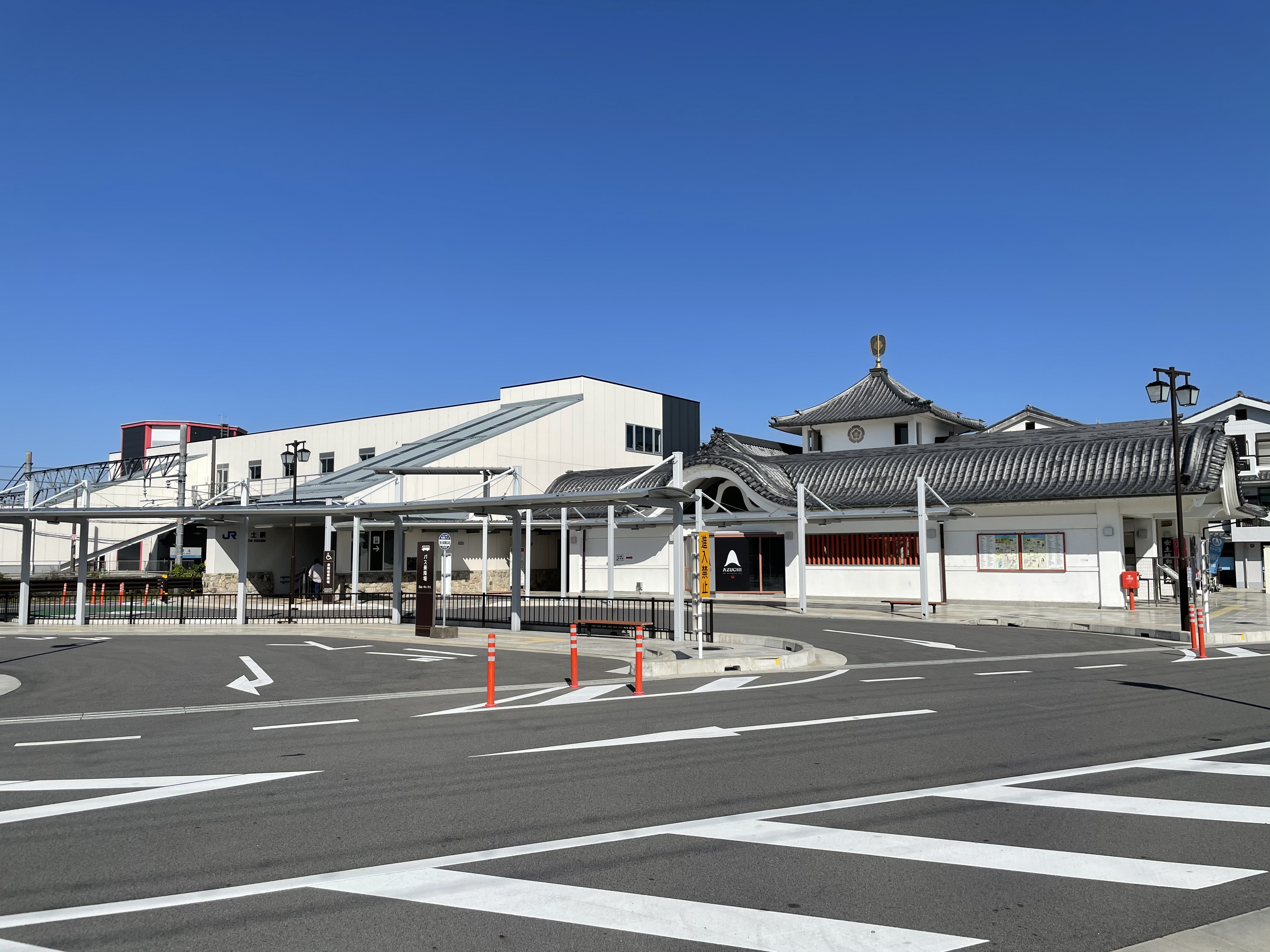
南口（2020年11月）

安土駅（あづちえき）は、滋賀県近江八幡市安土町上豊浦にある、西日本旅客鉄道（JR西日本）東海道本線の駅である。駅番号はJR-A18。「琵琶湖線」の愛称区間に含まれている。

## 歴史
- 1914年（大正3年）4月25日：国有鉄道東海道本線の駅として開業[1][2]。旅客・貨物双方を取り扱う一般駅であった[6]。
- 1972年（昭和47年）3月15日：車扱貨物の取り扱いを廃止し、貨物の営業を終了。同時に荷物の取り扱いも廃止[6]。
- 1987年（昭和62年）4月1日：国鉄分割民営化により西日本旅客鉄道（JR西日本）が継承[6]。
- 1988年（昭和63年）3月13日：路線愛称の制定により、「琵琶湖線」の愛称を使用開始[7]。
- 1998年（平成10年）4月7日：自動改札機を設置し、供用開始[8]。
- 2003年（平成15年）11月1日：ICカード「ICOCA」の利用が可能となる。
- 2006年（平成18年）10月1日：JR京都・神戸線運行管理システム導入。
- 2007年（平成19年）3月18日：駅自動放送を更新。
- 2015年（平成27年）3月12日：入線警告音の見直しに伴い、接近メロディ導入[9]。
- 2017年（平成29年）
  - 11月18日：みどりの窓口の営業を終了[10]。
  - 11月19日：橋上駅舎および南北自由通路の使用を開始し、南口が開設される[10][11]。みどりの券売機プラスを導入[10][11]。
  - 12月1日：JR西日本交通サービスによる業務委託駅となる。
- 2018年（平成30年）3月17日：駅ナンバリングが導入され、使用を開始する[12]。
- 2019年（令和元年）11月30日：駅舎の北口にある安土城が描かれたラッピングが除幕される[13][14]。

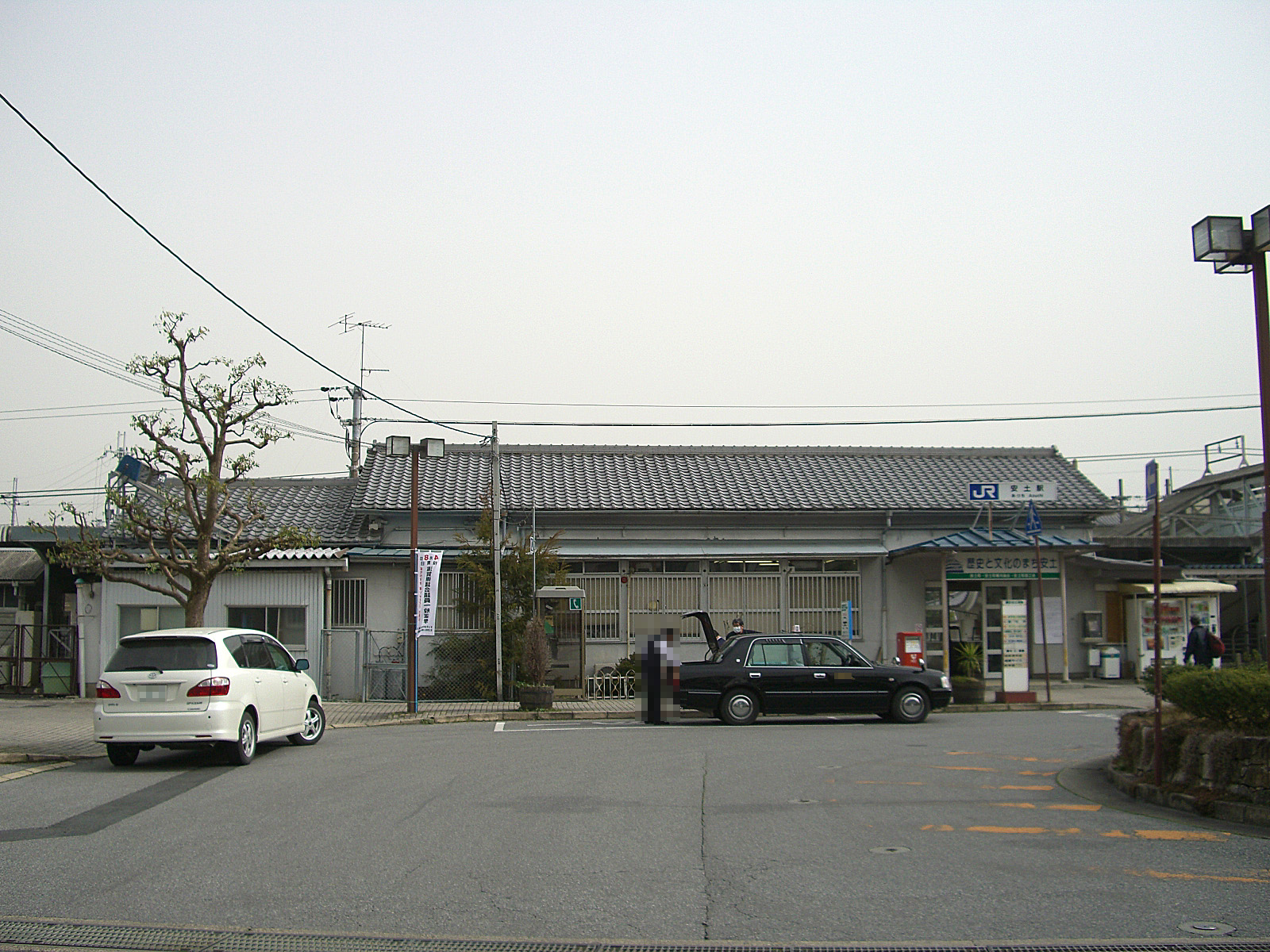
旧駅舎正面（2007年4月）

## 駅構造
単式ホーム1面1線と島式ホーム1面2線、計2面3線のホームを持つ地上駅（橋上駅）である。
かつては米原駅 - 京都駅間で最後まで残った木造の地上駅舎であったが、2017年11月19日より橋上駅舎の使用が開始された。新駅舎は延床面積400m2の鉄骨造りで、南北を結ぶ長さ58mの自由通路が併設されており、北口・南口と各ホームにエレベーター、エスカレーターを備えている。みどりの券売機プラスが設置されている。トイレは改札外に移設されている。また、北側自由通路下の1階部分に観光案内所が新たに設置された。北口側は安土城の天守閣をイメージして朱色を配した八角形の塔を設け、安土山を展望できるようになっている。大河ドラマ『麒麟がくる』の放送開始前に、2019年（令和元年）に安土城が描かれた縦13 m、横4mのグラフィック用フィルムが駅舎の北口に設置された。

### のりば
| のりば | 路線     | 方向 | 行先                 |
| ------ | -------- | ---- | -------------------- |
| 1      | 琵琶湖線 | 上り | 米原・長浜・敦賀方面 |
| 2・3   | 琵琶湖線 | 下り | 草津・京都・大阪方面 |

- 上表の路線名は旅客案内上の名称（愛称）で表記している。

付記事項
- 主に1番のりば（上り本線）[20]と3番のりば（下り本線）を使用する。
- 2番のりばは両方向共通の待避・折り返し線（中線）であり[1][20]、当駅始発の京都・大阪方面行き列車（野洲駅→当駅間は回送）に使われている。ダイヤが乱れたときには当駅 - 米原駅間で運転見合わせとなる場合がある[20]。

その他
- 当駅は有人駅である。（管理駅である草津駅の管理下に置かれている[21]。

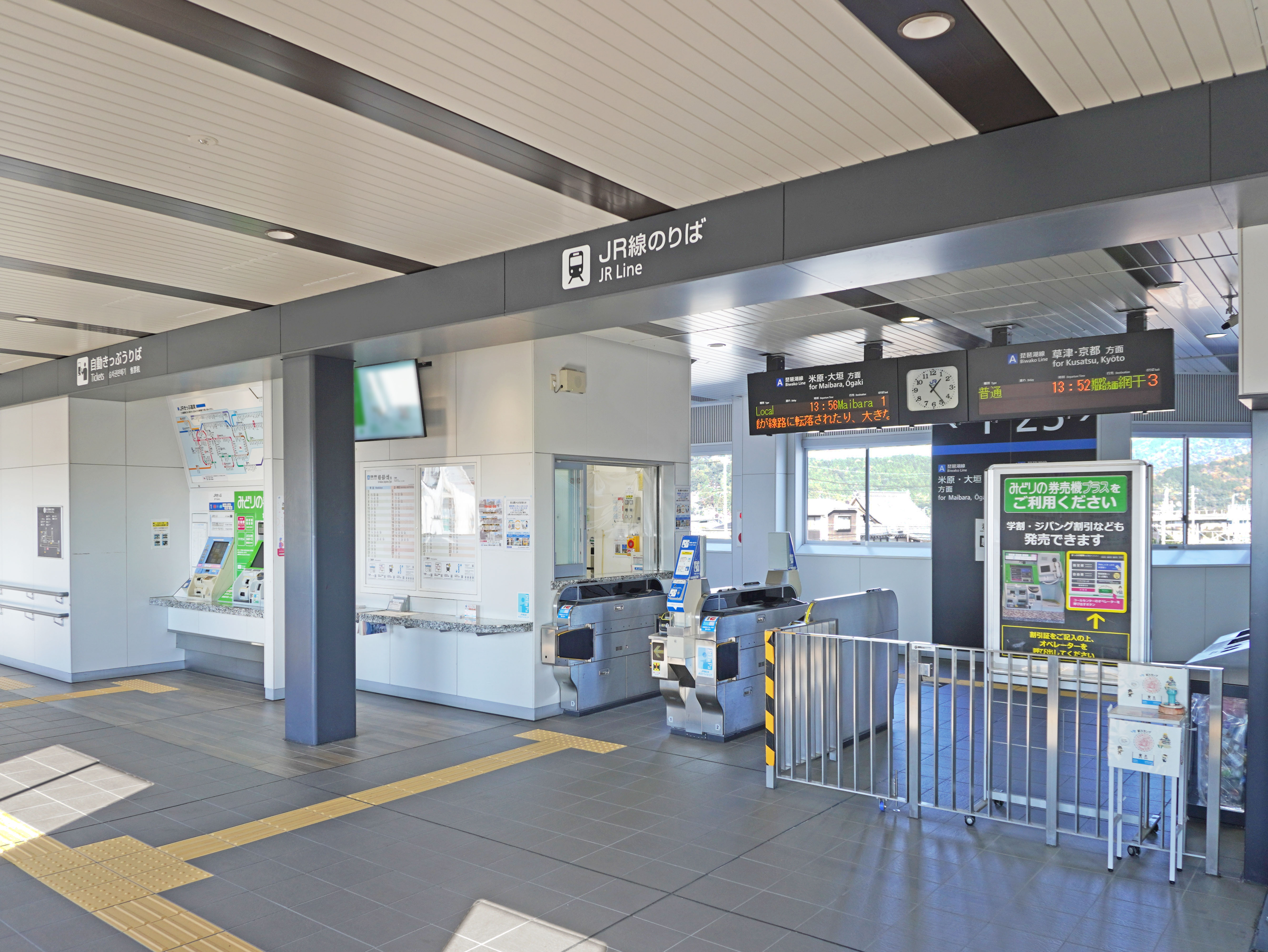
改札口と切符売り場（2022年12月）
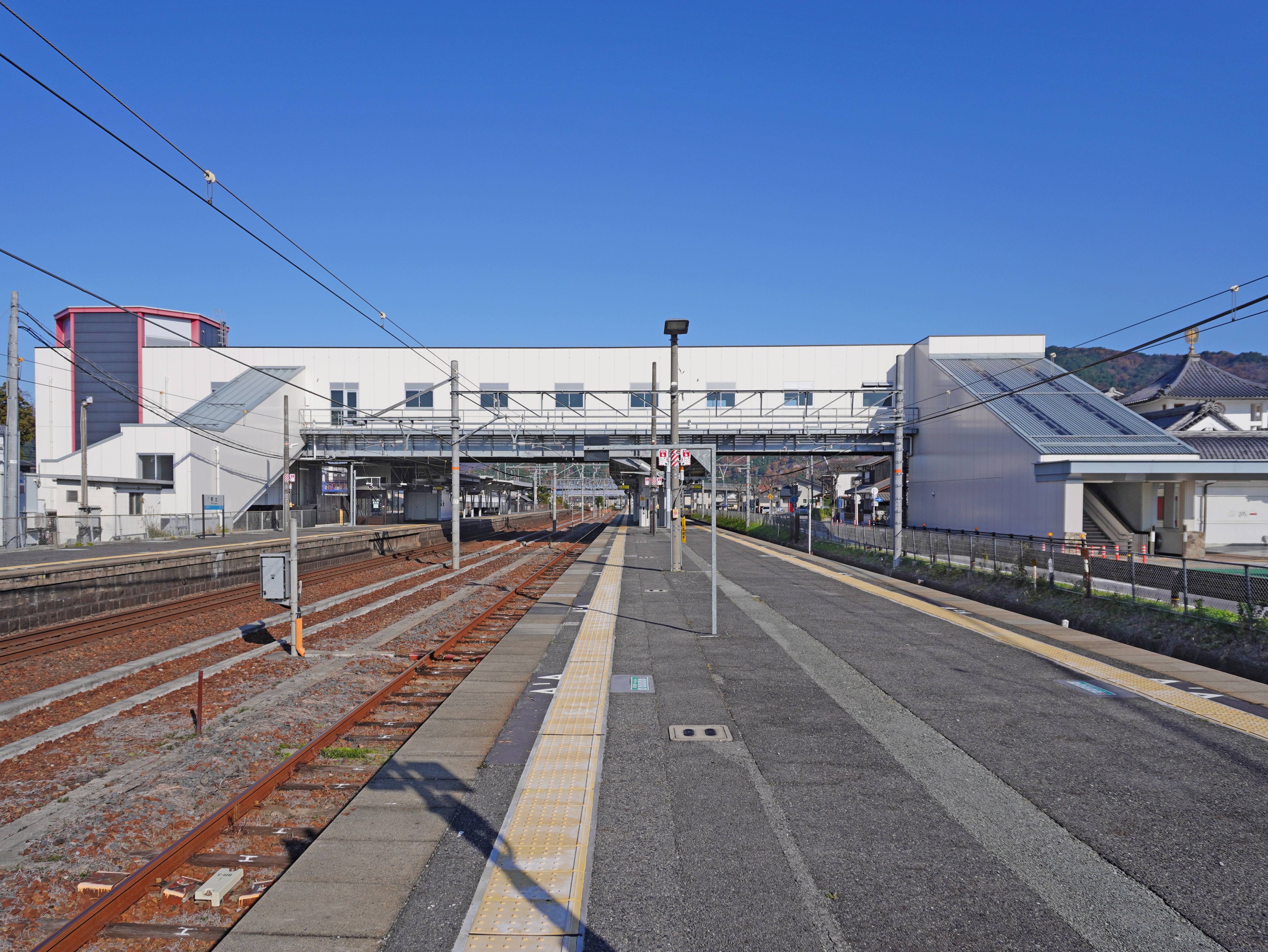
ホーム（2022年12月）

## ダイヤ
日中時間帯は1時間あたり2本が停車する。なお、朝と夕方以降は本数が増える時間帯がある。また、朝には当駅始発（平日、土曜・休日ともに各1本。※本数は2022年時点）の設定がある。
備考
- 1960年代前半（昭和38年頃）までは当駅と神戸駅間の設定（京阪神緩行線で快速）もあったが、通称「ヨンサントオ」のダイヤ改正により廃止された[22]。
- 2002年（平成14年）3月22日までは夕方や夜に当駅止まりの列車が運行されていた。なお、1987年4月1日（国鉄分割民営化の昭和62年以降）も安土駅始発の普通列車（京阪神緩行線で快速）が時刻表に設定されていたが、運行区間の変更に伴い、この設定は消滅した。

## 利用状況
JR西日本の移動等円滑化取組報告書によれば、2023年度の1日当たりの利用者数は4,212人。「滋賀県統計書」によると、1日平均の乗車人員は以下の通りである。
| 年度   | 1日平均 乗車人員 | 出典        |
| ------ | ---------------- | ----------- |
| 1992年 | 2,990            | [ 統計 2 ]  |
| 1993年 | 2,965            | [ 統計 3 ]  |
| 1994年 | 2,882            | [ 統計 4 ]  |
| 1995年 | 2,863            | [ 統計 5 ]  |
| 1996年 | 2,801            | [ 統計 6 ]  |
| 1997年 | 2,702            | [ 統計 7 ]  |
| 1998年 | 2,647            | [ 統計 8 ]  |
| 1999年 | 2,469            | [ 統計 9 ]  |
| 2000年 | 2,445            | [ 統計 10 ] |
| 2001年 | 2,381            | [ 統計 11 ] |
| 2002年 | 2,314            | [ 統計 12 ] |
| 2003年 | 2,251            | [ 統計 13 ] |
| 2004年 | 2,235            | [ 統計 14 ] |
| 2005年 | 2,254            | [ 統計 15 ] |
| 2006年 | 2,246            | [ 統計 16 ] |
| 2007年 | 2,258            | [ 統計 17 ] |
| 2008年 | 2,205            | [ 統計 18 ] |
| 2009年 | 2,135            | [ 統計 19 ] |
| 2010年 | 2,065            | [ 統計 20 ] |
| 2011年 | 2,064            | [ 統計 21 ] |
| 2012年 | 2,062            | [ 統計 22 ] |
| 2013年 | 2,143            | [ 統計 23 ] |
| 2014年 | 2,542            | [ 統計 24 ] |
| 2015年 | 2,627            | [ 統計 25 ] |
| 2016年 | 2,592            | [ 統計 26 ] |
| 2017年 | 2,630            | [ 統計 27 ] |
| 2018年 | 2,769            | [ 統計 28 ] |
| 2019年 | 2,586            | [ 統計 29 ] |
| 2020年 | 1,948            | [ 統計 30 ] |
| 2021年 | 1,957            | [ 統計 31 ] |
| 2022年 | 2,019            | [ 統計 32 ] |

## 駅周辺

織田信長像

旧安土町の中心駅。駅から直線距離で約1.4kmの位置に安土城跡がある。また、駅前には織田信長の銅像が立つ。北口には線路と並走する形で小規模ながら商店街を形成している。なお、駅南側にはかつて安土町が近代相撲の発祥地であることから相撲櫓と土俵があったが、2014年に撤去された。

### 北口
- 近江八幡市立安土小学校
- 安土郵便局
- 滋賀銀行安土支店
- 滋賀中央信用金庫安土支店
- 近江八幡警察署安土警察官駐在所
- まけずの鍔（）本舗 御菓子司 万吾樓（） - 和菓子屋[24]
- 滋賀県道199号下豊浦鷹飼線
- 滋賀県道201号安土西生来線
- 彦根道（） - 朝鮮人街道の異名の1つ

### 南口
- 安土城郭資料館（旧：安土町城郭資料館）
- 滋賀県立安土城考古博物館
- セミナリヨ跡
- 近江八幡市役所安土町総合支所（旧：安土町役場）
- 滋賀県道198号安土停車場桑実寺本堂線
- 滋賀県道201号安土西生来線

## バス路線
駅北口と駅南口にあかこんバスが乗り入れるが、平日しか運行されない。なお、駅南口側の停留所名は「安土駅南口」ではなく、「安土駅南広場」である。
安土駅北口
- あかこんバス
  - 安土北・金田コース
    - 近江八幡駅北口 / 安土大中公民館

  - 老蘇・金田コース
    - 近江八幡駅北口 / 内野蒲生野口

安土駅南広場
- あかこんバス
  - 安土南・金田コース
    - 近江八幡駅北口 / 文芸の郷

## 隣の駅
西日本旅客鉄道（JR西日本）
 琵琶湖線（東海道本線）
■新快速
通過
■普通（京都駅または高槻駅以西は快速）
能登川駅 (JR-A17) - 安土駅 (JR-A18) - 近江八幡駅 (JR-A19)

### 記事本文

### 利用状況
1. 1 2  “移動等円滑化取組報告書（鉄道駅）（令和5年度）”.   西日本旅客鉄道. 2025年3月15日閲覧。
2. ↑  平成4年滋賀県統計書[リンク切れ]
3. ↑  平成5年滋賀県統計書 (PDF)
4. ↑  平成6年滋賀県統計書 (PDF)
5. ↑  平成7年滋賀県統計書 (PDF)
6. ↑  平成8年滋賀県統計書 (PDF)
7. ↑  平成9年滋賀県統計書[リンク切れ]
8. ↑  平成10年滋賀県統計書 (PDF)
9. ↑  平成11年滋賀県統計書 (PDF)
10. ↑  平成12年滋賀県統計書 (PDF)
11. ↑  平成13年滋賀県統計書 (PDF)
12. ↑  平成14年滋賀県統計書 (PDF)
13. ↑  平成15年滋賀県統計書 (PDF)
14. ↑  平成16年滋賀県統計書 (PDF)
15. ↑  平成17年滋賀県統計書 (PDF)
16. ↑  平成18年滋賀県統計書 (PDF)
17. ↑  平成19年滋賀県統計書 (PDF)
18. ↑  平成20年滋賀県統計書 (PDF)
19. ↑  平成21年滋賀県統計書 (PDF)
20. ↑  平成22年滋賀県統計書 (PDF)
21. ↑  平成23年滋賀県統計書 (PDF)
22. ↑  平成24年滋賀県統計書 (PDF)
23. ↑  平成25年滋賀県統計書 (PDF)
24. ↑  平成26年滋賀県統計書 (PDF)
25. ↑  平成27年滋賀県統計書 (PDF)
26. ↑  平成28年滋賀県統計書 (PDF)
27. ↑  平成29年滋賀県統計書 (PDF)
28. ↑  平成30年滋賀県統計書 (PDF)
29. ↑  令和元年滋賀県統計書 (PDF)
30. ↑  令和2年滋賀県統計書 (PDF)
31. ↑  令和3年滋賀県統計書 (PDF)
32. ↑  令和4年滋賀県統計書 (PDF)